# Neobisium deschmanni
Espèce
Synonymes
- Obisium deschmanni Joseph, 1882

Neobisium deschmanni est une espèce de pseudoscorpions de la famille des Neobisiidae.

## Distribution
Cette espèce est endémique d'Autriche. Elle se rencontre dans la grotte de Luëg.

## Description
L'holotype mesure 6 mm.

## Systématique et taxinomie
Cette espèce a été décrite sous le protonyme Obisium deschmanni par Joseph en 1882. Elle est placée dans le genre Neobisium par Beier en 1932.

## Étymologie
Cette espèce est nommée en l'honneur de Karl Deschmann.

## Publication originale
- Joseph, 1882 : Systematiches Verzeichniss der in den Tropfstein-Grotten von Krain einheimischen Arthropoden nebst Diagnosen der vom Verfasser entdeckten und bisher noch nicht beschriebenen Arten. Berliner Entomologische Zeitschrift, vol. 26, p. 1-50 (texte intégral).